# 韦士文
韦士文（736年—805年6月3日），一名士伋，又名士宗，字文宗，雍州万年县（今陕西省西安市长安区）人，出自京兆韦氏郧公房，唐朝官员。

## 生平
曾任使持节都督辰州诸军事守辰州刺史。贞元十五年八月丁酉（799年9月29日），朝廷派洋州刺史韦士文出任黔中观察使。韦士文在黔州施政的命令过于严厉刻薄，贞元十六年四月丁亥（800年5月16日），牙将傅近等人驱逐了韦士文，韦士文逃到施州。五月丙寅（800年6月24日），韦士文回到黔中。贞元十六年十月七日（800年10月28日），韦士文从原名改名为韦士文。韦士文回到黔州后乱杀文武官员，人心大为扰乱，韦士文害怕。贞元十七年三月己巳（801年4月23日），韦士文又被部下驱逐出黔州，朝廷派右谏议大夫裴佶出任黔州观察使。韦士文后来出任朝议郎、秘书少监。贞元廿一年五月廿三日（805年6月3日），韦士文在长兴里私人住宅中去世，虚龄七十，同年七月六日（805年8月4日）附葬于祖先丞相郧国公韦孝宽墓附近的毕原。

## 家庭

### 祖父
- 韦才绚，唐朝温王府司马[12]

### 父母
- 韦婴[12]
- 河东裴氏，出自东眷裴，太府少卿裴昭之女，京兆尹裴礭的姐妹[2]

### 兄弟姐妹
- 韦士南，唐朝万州刺史[12]

### 夫人
- 博陵崔氏，凉州姑臧县县令崔藏润第二女[12]

### 子女
- 韦铗，前任荥阳县县令[2]
- 韦氏，嫁宣德郎、行大理评事裴埙